# Relations entre l'Union européenne et Wallis-et-Futuna
Les relations entre l'Union européenne et Wallis-et-Futuna reposent sur le fait que ce dernier, collectivité d'outre-mer française, est un pays et territoire d'outre-mer, c'est-à-dire un territoire d'un État membre de l'Union européenne qui ne fait pas partie de cette dernière.

## Cadre juridique
Les relations entre l'Union européenne et les pays et territoires d'outre-mer sont régies par les articles 198 à 203 du Traité sur l'Union européenne. Ceux-ci prévoient :
- Une "association" à l'Union, dans un but de "promotion économique et sociale" (art.198)
- Une égalité dans les échanges commerciaux avec les états membres (art. 199)
- Une abolition des droits de douane dans les échanges (art. 200 et 201)
- La libre circulation des travailleurs entre l'Union européenne et les pays et territoires d'outre-mer (art. 202)
- Des règles juridiques de gestion de cette association (art 203).

Une décision du Conseil européen du 25 novembre 2013 a détaillé les modalités d'application de ces articles et leur volet financier.
Wallis-et-Futuna fait également partie de l’Association des pays et territoires d’outre-mer de l’Union européenne, l’OCTA, qui compte 22 membres. Son but est de promouvoir « le développement économique et durable à travers la coopération avec l’UE ainsi que les partenaires régionaux et mondiaux », et d’établir un dialogue durable avec la Commission européenne à travers un forum annuel

## Aide au développement
Wallis-et-Futuna a bénéficié au titre du 9e Fonds européen de développement de 16,8 millions d'euros. Au titre du 10e, elle a bénéficié de 16,49 millions d'euros. Le onzième (2014-2020) prévoit une aide de 19,6 millions d'euros.

## Exceptions aux politiques communautaires
| États membres et territoires | Dans l'Union ? | Application du droit de l’Union | Exécutoire devant les tribunaux | Euratom | Citoyenneté de l'Union | Élections du Parlement | Espace Schengen | Espace TVA | Territoire douanier de l’Union | Marché commun européen | Zone euro           |
| ---------------------------- | -------------- | ------------------------------- | ------------------------------- | ------- | ---------------------- | ---------------------- | --------------- | ---------- | ------------------------------ | ---------------------- | ------------------- |
| Wallis-et-Futuna             | Non            | Application minimale (PTOM)     | Oui                             | Oui     | Oui                    | Oui                    | Non             | Non        | Non                            | Application partielle  | Non XPF lié à l'EUR |

## Sources

## Compléments